# Bellö socken
Bellö socken i Småland ingick i Södra Vedbo härad, ingår sedan 1971 i Eksjö kommun i Jönköpings län och motsvarar från 2016 Bellö distrikt.
Socknens areal är 41,48 kvadratkilometer, varav land 34,45. År 2000 fanns här 203 invånare. Kyrkbyn Bellö med sockenkyrkan Bellö kyrka ligger i denna socken. 

## Administrativ historik
Bellö socken har medeltida ursprung.
Vid kommunreformen 1862 övergick socknens ansvar för de kyrkliga frågorna till Bellö församling och för de borgerliga frågorna till Bellö landskommun. Den senare inkorporerades 1952 i Ingatorps landskommun som 1971 uppgick i Eksjö kommun. Församlingen uppgick 2005 i Ingatorp-Bellö församling.
1 januari 2016 inrättades distriktet Bellö, med samma omfattning som församlingen hade 1999/2000.
Socknen har tillhört samma fögderier och domsagor som Södra Vedbo härad. De indelta soldaterna tillhörde Kalmar regemente, Aspelands kompani och Smålands husarregemente, Södra Vedbo skvadron, Livkompaniet.

## Geografi
Bellö socken ligger sydost om Eksjö kring sjöarna Stora Bellen och Mycklaflon. Socknen är en sjörik skogsbygd.

## Fornlämningar
Några stenåldersfynd och äldre gravar finns här. En offerkälla finns öster om kyrkan.

## Namnet
Namnet (1337 Bällo) innehåller ett äldre namn på Bällöbäcken som rinner till Bellen, som i sin tur betyder 'den stora sjön' där det ursprungliga nament Bälle omvandlats till Bällö.

### Fotnoter
1. 1 2  Svensk Uppslagsbok andra upplagan 1947–1955: Bellö socken
2. 1 2  Harlén, Hans; Harlén Eivy (2003). Sverige från A till Ö: geografisk-historisk uppslagsbok. Stockholm: Kommentus. Libris 9337075. ISBN 91-7345-139-8
3. ↑  ”Församlingar”. Statistiska centralbyrån. https://www.scb.se/hitta-statistik/regional-statistik-och-kartor/regionala-indelningar/forsamlingar/. Läst 30 december 2022.
4. ↑  Administrativ historik för Bellö socken (Klicka på församlingsposten). Källa: Nationella arkivdatabasen, Riksarkivet.
5. ↑  Indelta soldater, torp och rotar i Jönköpings län Arkiverad 24 januari 2012 hämtat från the Wayback Machine. Jönköpingsbygdens Genealogiska Förening
6. 1 2  Sjögren, Otto (1931). Sverige geografisk beskrivning del 2 Östergötlands, Jönköpings, Kronobergs, Kalmar och Gotlands län. Stockholm: Wahlström & Widstrand. Libris 9939
7. 1 2 3  Nationalencyklopedin
8. ↑  Fornlämningar, Statens historiska museum: Bellö socken
9. ↑  Fornminnesregistret, Riksantikvarieämbetet: Bellö socken Fornminnen i socknen erhålls på kartan genom att skriva in sockennamn (utan "socken") i "Ange geografiskt område"
10. ↑  Mats Wahlberg, red (2003). Svenskt ortnamnslexikon. Uppsala: Institutet för språk och folkminnen. Libris 8998039. ISBN 91-7229-020-X. https://isof.diva-portal.org/smash/get/diva2:1175717/FULLTEXT02.pdf